# موبایل سیتی (تگزاس)
موبایل سیتی، تگزاس(به انگلیسی: Mobile City, Texas) شهری در ایالت تگزاس از ایالات جنوبی ایالات متحده آمریکا است. در سرشماری سال ۲۰۰۰، جمعیت این شهر ۱۹۶ نفر اعلام شد.